# Neue soziale Frage
Der Begriff Neue Soziale Frage wurde von Heiner Geißler 1975 in die politische Diskussion eingebracht. Mit dem Begriff wurde auf das in den 1970er Jahren neu entstandene Phänomen der Arbeitslosigkeit auf bleibend hohem Niveau sowie die Situation zahlreicher Haushalte, etwa von Rentnern, Bezug genommen, die in keinem Arbeitsverhältnis mehr stehen, aus dem sie unmittelbar eine soziale Sicherung beziehen könnten, und die auch durch keinen sonstigen Interessenverband vertreten werden. Besondere Lebenslagen, anstelle von Klassen-  oder Schichtzugehörigkeit, wurden für die konkrete Ausformung der Armut als wesentlich betrachtet. Kurt Biedenkopf ging in seinem Buch Fortschritt in Freiheit von 1974 auf die Diskussion ein, indem er Neue Soziale Fragen skizzierte.
Kritiker sahen in dem Konzept eine Popularisierung der Sozialstaatskritik von linker und neomarxistischer Seite. So hatte bereits Claus Offe argumentiert, dass der Wohlfahrtsstaat keineswegs für alle organisierten Interessen gleich offen sei.
In der öffentlichen Debatte der 2000er Jahre wurden mit dem Begriff auch verschiedene Phänomene thematisiert wie etwa die Generationengerechtigkeit in der Rentenpolitik, die Folgen der Globalisierung oder gesellschaftliche Wirkungen von Arbeitslosigkeit.